# Vận chuyển nhanh ở Hàn Quốc
- Vùng thủ đô Seoul - 23 tuyến
- Busan - 6 tuyến
- Daegu - 3 tuyến
- Daejeon - 1 tuyến
- Gwangju - 1 tuyến

Hệ thống tàu điện ngầm hoạt động tại 6 thành phố lớn ở Hàn Quốc, ngoại trừ Ulsan và Sejong.

## Hoạt động hiện tại
| Hệ thống chuyển tuyến nhanh chóng                                  | Hệ thống chuyển tuyến nhanh chóng | Hệ thống chuyển tuyến nhanh chóng | Hệ thống chuyển tuyến nhanh chóng | Hệ thống chuyển tuyến nhanh chóng | Hệ thống chuyển tuyến nhanh chóng |
| Hệ thống                                                           | Vị trí                            | Số tuyến                          | Số ga                             | Chiều dài (km)                    | Bắt đầu hoạt động                 |
| ------------------------------------------------------------------ | --------------------------------- | --------------------------------- | --------------------------------- | --------------------------------- | --------------------------------- |
| Tàu điện ngầm vùng thủ đô Seoul (Bao gồm cả Tàu điện ngầm Incheon) | Khu vực thủ đô Seoul              | 22                                | 689                               | 1,117.6                           | 15 tháng 8 năm 1974               |
| Tàu điện ngầm Busan                                                | Khu vực Busan–Gyeongnam           | 6                                 | 149                               | 168.4                             | 19 tháng 7 năm 1985               |
| Tàu điện ngầm Daegu                                                | Khu vực Daegu–Gyeongbuk           | 3                                 | 89                                | 81.2                              | 26 tháng 11 năm 1997              |
| Tàu điện ngầm Gwangju                                              | Gwangju                           | 1                                 | 20                                | 20.6                              | 28 tháng 4 năm 2004               |
| Tàu điện ngầm Daejeon                                              | Daejeon                           | 1                                 | 22                                | 22.7                              | 16 tháng 3 năm 2006               |

## Tàu điện ngầm vùng thủ đô Seoul

Bản đồ Tàu điện ngầm vùng thủ đô Seoul

| Tuyến | Tuyến                             | Ga bắt đầu | Ga kết thúc | Độ dài  | Ga | Nhà quản lý                            | Nhà vận hành |
| ----- | --------------------------------- | --- | --- | ------- | -- | -------------------------------------- | --- |
|       | Tuyến 1                           | Ga Soyosan (Dongducheon-si Gyeonggi-do) Ga Cheongnyangni (Dongdaemun-gu Seoul) Ga Namyeong (Yongsan-gu Seoul) Ga Guro (Guro-gu Seoul) Ga Bongmyeong (Cheonan-si Chungcheongnam-do) Ga văn phòng Geumcheon-gu (Geumcheon-gu Seoul) Ga Byeongjeom (Hwaseong-si Gyeonggi-do) | Ga Hoegi (Dongdaemun-gu Seoul) Ga Seoul (Jung-gu Seoul) Ga Sindorim (Guro-gu Seoul) Ga Incheon (Jung-gu Incheon) Ga Cheonan (Cheonan-si Chungcheongnam-do) Ga Sinchang (Asan-si Chungcheongnam-do) Ga Gwangmyeong (Gwangmyeong-si Gyeonggi-do) Ga Seodongtan (Osan-si Gyeonggi-do) | 200.6km | 98 | Chính phủ Hàn Quốc Seoul               | Tổng công ty đường sắt Hàn Quốc Seoul                                                                             |
|       | Tuyến 2                           | Ga toà thị chính (Jung-gu Seoul) Ga Seongsu (Seongdong-gu Seoul) Ga Sindorim (Guro-gu Seoul) | Ga toà thị chính (Jung-gu Seoul) Ga Sinseol-dong (Dongdaemun-gu Seoul) Ga Kkachisan (Gangseo-gu Seoul) | 60.2km  | 51 | Seoul                                  | Tổng công ty vận tải Seoul                                                                                        |
|       | Tuyến 3                           | Ga Daehwa (Goyang-si Gyeonggi-do) Ga Jichuk (Goyang-si Gyeonggi-do) | Ga Samsong (Goyang-si Gyeonggi-do) Ga Ogeum (Songpa-gu Seoul) | 57.4km  | 44 | Chính phủ Hàn Quốc Seoul               | Tổng công ty đường sắt Hàn Quốc Tổng công ty vận tải Seoul                                                        |
|       | Tuyến 4                           | Ga Jinjeop (Namyangju-si Gyeonggi-do) Ga Dangogae (Nowon-gu Seoul) Ga Seonbawi (Gwacheon-si Gyeonggi-do) Ga Sanbon (Gunpo-si Gyeonggi-do) | Ga Byeollae Byeolgaram (Namyangju-si Gyeonggi-do) Ga Namtaeryeong (Seocho-gu Seoul) Ga Geumjeong (Gunpo-si Gyeonggi-do) Ga Oido (Siheung-si Gyeonggi-do) | 71.5km  | 48 | Chính phủ Hàn Quốc Seoul               | Tổng công ty đường sắt Hàn Quốc Tổng công ty vận tải Seoul                                                        |
|       | Tuyến 5                           | Ga Banghwa (Gangseo-gu Seoul) Ga Gangil (Gangdong-gu Seoul) Ga Gangdong (Gangdong-gu Seoul) | Ga Sangil-dong (Gangdong-gu Seoul) Ga Hanam Geomdansan (Hanam-si Gyeonggi-do) Ga Macheon (Songpa-gu Seoul) | 59.7km  | 56 | Seoul Hanam-si Gyeonggi-do             | Tổng công ty vận tải Seoul                                                                                        |
|       | Tuyến 6                           | Ga Eungam (Eunpyeong-gu Seoul) | Ga Sinnae (Jungnang-gu Seoul) | 36.4km  | 39 | Seoul                                  | Tổng công ty vận tải Seoul                                                                                        |
|       | Tuyến 7                           | Ga Jangam (Uijeongbu-si Gyeonggi-do) | Ga Seongnam (Seo-gu Incheon) | 61.0km  | 53 | Seoul, Bucheon-si Gyeonggi-do, Incheon | Tổng công ty vận tải Seoul Tổng công ty vận tải Incheon                                                           |
|       | Tuyến 8                           | Ga Amsa (Gangdong-gu Seoul) | Ga Moran (Seongnam-si Gyeonggi-do) | 17.7km  | 17 | Seoul                                  | Tổng công ty vận tải Seoul                                                                                        |
|       | Tuyến 9                           | Ga Gaehwa (Gangseo-gu Seoul) | Ga bệnh viện cựu chiến binh Trung ương (Gangdong-gu Seoul) | 40.9km  | 38 | Seoul                                  | Tổng công ty tàu điện ngầm Seoul tuyến 9 Tổng công ty vận tải Seoul                                               |
|       | Tuyến Gyeonggang                  | Ga Pangyo (Seongnam-si Gyeonggi-do) | Ga Yeoju (Yeoju-si Gyeonggi-do) | 57.0km  | 11 | Chính phủ Hàn Quốc                     | Tổng công ty đường sắt Hàn Quốc                                                                                   |
|       | Tuyến Gyeongui–Jungang            | Ga Imjingang (Paju-si Gyeonggi-do) Ga Munsan (Paju-si Gyeonggi-do) | Ga Yongmun (Yangpyeong-gun Gyeonggi-do) Ga Jipyeong (Yangpyeong-gun Gyeonggi-do) Ga Seoul (Jung-gu Seoul) | 140.3km | 56 | Chính phủ Hàn Quốc                     | Tổng công ty đường sắt Hàn Quốc                                                                                   |
|       | Tuyến Gyeongchun                  | Ga Cheongnyangni (Dongdaemun-gu Seoul) Ga đại học Kwangwoon (Nowon-gu, Seoul) | Ga Chuncheon (Chuncheon-si Gangwon-do) | 85.6km  | 24 | Chính phủ Hàn Quốc                     | Tổng công ty đường sắt Hàn Quốc                                                                                   |
|       | Tuyến Suin–Bundang                | Ga Cheongnyangni (Dongdaemun-gu Seoul) | Ga Incheon (Jung-gu Incheon) | 106.9km | 63 | Chính phủ Hàn Quốc                     | Tổng công ty đường sắt Hàn Quốc                                                                                   |
|       | Đường sắt sân bay Quốc tế Incheon | Ga Seoul (Jung-gu Seoul) | Ga Nhà ga 2 sân bay Quốc tế Incheon (Jung-gu Incheon) | 63.8km  | 14 | Chính phủ Hàn Quốc                     | Airport Railroad Co., Ltd.                                                                                        |
|       | Tuyến Seohae                      | Ga Ilsan (Goyang-si Gyeonggi-do) | Ga Wonsi (Ansan-si Gyeonggi-do) | 41.8km  | 17 | Chính phủ Hàn Quốc                     | Tổng công ty đường sắt Hàn Quốc Seohae Railway Co., Ltd. Công ty TNHH E-Rail Seobu Metropolitan Railway Co., Ltd. |
|       | Tuyến Shinbundang                 | Ga Sinsa (Gangnam-gu Seoul) | Ga Gwanggyo (Suwon-si Gyeonggi-do) | 33.4km  | 16 | Chính phủ Hàn Quốc                     | Shinbundang Line Co, Ltd. Gyeonggi Railroad Co., Ltd. NeoTrans New Seoul Railroad Co., Ltd                        |
|       | Đường sắt nhẹ Yongin              | Ga Giheung (Yongin-si Gyeonggi-do) | Ga Jeondae–Everland (Yongin-si Gyeonggi-do) | 18.4km  | 15 | Yongin-si Gyeonggi-do                  | Đường sắt nhẹ Yongin NeoTrans                                                                                     |
|       | Đường sắt nhẹ Ui-Sinseol          | Ga Bukhansan Ui (Gangbuk-gu Seoul) | Ga Sinseol-dong (Dongdaemun-gu Seoul) | 11.4km  | 13 | Seoul                                  | UiTrans LRT Co., Ltd. UI-SINSEOL LRT OPERATION Co., Ltd.                                                          |
|       | Tuyến Sillim                      | Ga Saetgang (Yeongdeungpo-gu Seoul) | Ga Gwanaksan (Gwanak-gu Seoul) | 8.1km   | 11 | Seoul                                  | Namseoul Light Rail Transit                                                                                       |
|       | Đường sắt nhẹ Uijeongbu           | Ga Balgok (Uijeongbu-si Gyeonggi-do) | Ga Tapseok (Uijeongbu-si Gyeonggi-do) | 10.6km  | 15 | Uijeongbu-si Gyeonggi-do               | Đường sắt nhẹ Uijeongbu Woojin Industrial Electric                                                                |
|       | Tàu điện ngầm Incheon tuyến 1     | Ga Gyeyang (Gyeyang-gu Incheon) | Ga Công viên lễ hội ánh trăng Songdo (Yeonsu-gu Incheon) | 30.3km  | 30 | Incheon                                | Tổng công ty vận tải Incheon                                                                                      |
|       | Tàu điện ngầm Incheon tuyến 2     | Ga Geomdan Oryu (Seo-gu Incheon) | Ga Unyeon (Namdong-gu Incheon) | 29.1km  | 27 | Incheon                                | Tổng công ty vận tải Incheon                                                                                      |
|       | Đường sắt nhẹ Gimpo               | Ga Yangchon (Gimpo-si Gyeonggi-do) | Ga sân bay Quốc tế Gimpo (Gangseo-gu Seoul) | 23.6km  | 10 | Gimpo-si Gyeonggi-do                   | GIMPO Goldline Co., Ltd.                                                                                          |

## Tàu điện ngầm Busan

Bản đồ Tàu điện ngầm Busan (Bao gồm cả các tuyên đang xây dựng)

| Tuyến | Tuyến                      | Ga bắt đầu                          | Ga kết thúc                                  | Độ dài  | Ga | Nhà quản lý                       | Nhà vận hành                                    |
| ----- | -------------------------- | ----------------------------------- | -------------------------------------------- | ------- | -- | --------------------------------- | ----------------------------------------------- |
|       | Tuyến 1                    | Ga bãi biển Dadaepo (Saha-gu Busan) | Ga Nopo (Geumjeong-gu Busan)                 | 40.6km  | 40 | Busan                             | Tổng công ty vận tải Busan                      |
|       | Tuyến 2                    | Ga Jangsan (Haeundae-gu Busan)      | Ga Yangsan (Yangsan-si Gyeongsangnam-do)     | 45.2km  | 43 | Busan                             | Tổng công ty vận tải Busan                      |
|       | Tuyến 3                    | Ga Suyeong (Suyeong-gu Busan)       | Ga Daejeo (Gangseo-gu Busan)                 | 18.1km  | 17 | Busan                             | Tổng công ty vận tải Busan                      |
|       | Tuyến 4                    | Ga Minam (Dongnae-gu Busan)         | Ga Anpyeong (Gijang-gun Busan)               | 12.7km  | 14 | Busan                             | Tổng công ty vận tải Busan                      |
|       | Đường sắt nhẹ Busan–Gimhae | Ga Sasang (Sasang-gu Busan)         | Ga Đại học Gaya (Gimhae-si Gyeongsangnam-do) | 23.4km  | 21 | Busan, Gimhae-si Gyeongsangnam-do | Busan-Gimhae Light Rail Transit Co., Ltd.       |
|       | Tuyến Donghae              | Ga Bujeon (Busanjin-gu Busan)       | Ga Taehwagang (Nam-gu Ulsan)                 | 63.8 km | 23 | Chính phủ Hàn Quốc                | Tổng công ty đường sắt Hàn Quốc Busan-Gyeongnam |

## Tàu điện ngầm Daegu

Bản đồ Tàu điện ngầm Daegu.

| Tuyến | Tuyến   | Ga bắt đầu                                                          | Ga kết thúc                                         | Độ dài | Ga | Nhà quản lý | Nhà vận hành               |
| ----- | ------- | ------------------------------------------------------------------- | --------------------------------------------------- | ------ | -- | ----------- | -------------------------- |
|       | Tuyến 1 | Ga Seolhwa–Myeonggok (Dalseong-gun Daegu)                           | Ga Ansim (Dong-gu Daegu)                            | 28.4km | 32 | Daegu       | Tổng công ty vận tải Daegu |
|       | Tuyến 2 | Ga Munyang (Dalseong-gun Daegu)                                     | Ga Đại học Yeungnam (Gyeongsan-si Gyeongsangbuk-do) | 31.4km | 29 | Daegu       | Tổng công ty vận tải Daegu |
|       | Tuyến 3 | Ga Trung tâm Y tế Đại học Quốc gia Chilgok Kyungpook (Buk-gu Daegu) | Ga Yongji (Suseong-gu Daegu)                        | 23.1km | 30 | Daegu       | Tổng công ty vận tải Daegu |

## Tàu điện ngầm Daejeon

Bản đồ Tàu điện ngầm Daejeon

| Tuyến | Tuyến   | Ga bắt đầu                 | Ga kết thúc                     | Độ dài | Ga | Nhà quản lý | Nhà vận hành                 |
| ----- | ------- | -------------------------- | ------------------------------- | ------ | -- | ----------- | ---------------------------- |
|       | Tuyến 1 | Ga Panam (Dong-gu Daejeon) | Ga Banseok (Yuseong-gu Daejeon) | 22.7km | 22 | Daejeon     | Tổng công ty vận tải Daejeon |

## Tàu điện ngầm Gwangju

Bản đồ Tàu điện ngầm Gwangju

| Tuyến | Tuyến   | Ga bắt đầu                   | Ga kết thúc                         | Độ dài | Ga | Nhà quản lý | Nhà vận hành                 |
| ----- | ------- | ---------------------------- | ----------------------------------- | ------ | -- | ----------- | ---------------------------- |
|       | Tuyến 1 | Ga Nokdong (Dong-gu Gwangju) | Ga Pyeongdong (Gwangsan-gu Gwangju) | 20.5km | 20 | Gwangju     | Tổng công ty vận tải Gwangju |

## Điểm bắt đầu, điểm kết thúc
Là điểm đầu và điểm cuối của các tuyến tàu điện ngầm hiện đang mở.

### Tàu điện ngầm vùng thủ đô Seoul
- ● Tàu điện ngầm vùng thủ đô Seoul tuyến số 1: Soyosan, Dongducheon, Yangju, Uijeongbu, Chang-dong, Đại học Kwangwoon, Cheongnyangni, Dongmyo, Seoul, Yongsan, Yeongdeungpo, Guro Bucheon, Byeongjeom, Cheonan - Chang-dong, Đại học Kwangwoon, Seoul, Guro,  Bucheon, Bupyeong, Dongincheon, Incheon, Gwangmyeong, Byeongjeom, Seodongtan, Cheonan, Sinchang
- ● Tàu điện ngầm Seoul tuyến số 2: Tuyến vòng Euljiro (Tòa thị chính-Seongsu-Samseong-Đại học Quốc gia Seoul-Sindorim-Đại học Hongik-Tòa thị chính), Tuyến nhánh Seongsu (Seongsu - Sinseol-dong), Tuyến nhánh Sinjeong (Sindorim - Kkachisan)
- ● Tàu điện ngầm vùng thủ đô Seoul tuyến số 3: Daehwa, Gupabal, Dongnimmun, Apgujeong - Samsong, Gupabal, Yaksu, Dogok, Suseo, Ogeum
- ● Tàu điện ngầm vùng thủ đô Seoul tuyến số 4: Jinjeop, Danggogae, Đại học Hansung, Sadang, Geumjeong - Seoul, Sadang, Sanbon, Ansan, Oido
- ● Tàu điện ngầm vùng thủ đô Seoul tuyến số 5: Banghwa, Hwagok, Yeouido, Aeogae, Wangsimni, Gunja, Gangdong - Hwagok, Aeogae, Wangsimni, Gunja, Gangdong, Sangil-dong, Hanam Geomdansan, Macheon
- ● Tàu điện ngầm Seoul tuyến số 6[38]: Vòng Eungam, Saejeol, Daeheung, Gongdeok, Hangangjin, Anam - Dokbawi, Eungam, Saejeol, Daeheung, Gongdeok, Hangangjin, Anam, Bonghwasan, Sinnae
- ● Tàu điện ngầm Seoul tuyến số 7: Jangam, Dobongsan, Suraksan, Taereung, Đại học Konkuk, Cheongdam, Naebang, Onsu - Đại học Konkuk, Cheongdam, Naebang, Sinpung, Onsu, Văn phòng Bupyeong-gu, Seongnam
- ● Tàu điện ngầm Seoul tuyến số 8: Amsa, Jamsil - Chợ Garak, Moran
- ● Tàu điện ngầm Seoul tuyến số 9: Gaehwa, Sân bay Quốc tế Gimpo, Gayang, Dangsan, Saetgang, Dongjak, Sinnonhyeon - Gayang, Dangsan, Dongjak, Sinnonhyeon, Bệnh viện cựu chiến binh Trung ương, Samjeon, Bệnh viện cựu chiến binh Trung ương
- ● Tuyến Gyeongchun: Đại học Kwangwoon, Cheongnyangni, Sangbong - Pyeongnae Hopyeong, Chuncheon
- ● Tuyến Gyeongui–Jungang: Munsan, Ilsan, Daegok, Susaek, Yongsan - Seoul, Yongsan, Cheongnyangni, Deokso, Paldang, Yongmun, Jipyeong
- ● Tuyến Suin–Bundang: Cheongnyangni, Wangsimni - Jukjeon, Gosaek, Oido, Incheon
- ● Tuyến Gyeonggang: Pangyo - Bubal, Yeoju
- ● Tàu điện ngầm Incheon tuyến số 1: Gyeyang, Bakchon - Công viên lễ hội ánh trăng Songdo
- ● Tàu điện ngầm Incheon tuyến số 2: Geomdan Oryu - Unyeon
- ● Đường sắt sân bay Quốc tế Incheon: Seoul - Nhà ga 2 sân bay Quốc tế Incheon
- ● Tuyến Shinbundang: Sinsa - Gwanggyo
- ● Tuyến Seohae: Sosa - Wonsi
- ● Đường sắt nhẹ Uijeongbu: Balgok - Tapseok
- ● Đường sắt nhẹ Yongin (EverLine): Giheung - Jeondae – Everland
- ● ●Tuyến Ui Sinseol: Bukhansan Ui - Sinseol-dong
- ● Đường sắt nhẹ Gimpo: Yangchon, Gurae - Sân bay Quốc tế Gimpo

### Tàu điện ngầm Busan
- ● Tàu điện ngầm Busan tuyến số 1: Nopo - Bãi biển Dadaepo
- ● Tàu điện ngầm Busan tuyến số 2: Jangsan - Yangsan
- ● Tàu điện ngầm Busan tuyến số 3: Suyeong - Daejeo
- ● Tàu điện ngầm Busan tuyến số 4: Minam - Anpyeong
- ● Đường sắt nhẹ Busan–Gimhae: Sasang - Đại học Gaya
- ● Tuyến Donghae: Bujeon - Taehwagang

### Tàu điện ngầm Daegu
- ● Tàu điện ngầm Daegu tuyến số 1: Seolhwa–Myeonggok - Ansim
- ● Tàu điện ngầm Daegu tuyến số 2: Munyang - Đại học Yeungnam
- ● Tàu điện ngầm Daegu tuyến số 3: Trung tâm Y tế Đại học Quốc gia Chilgok Kyungpook - Yongji

### Tàu điện ngầm Daejeon
- ● Tàu điện ngầm Daejeon tuyến số 1: Panam - Banseok

### Tàu điện ngầm Gwangju
- ● Tàu điện ngầm Gwangju tuyến số 1: Nokdong, Sotae - Pyeongdong

## Đề xuất đang chờ phê duyệt
- Tuyến Dongbuk (동북선) - 13.34 km
- Tuyến Myeongmok LRT mở rộng (면목선) - 9.05 km
- Tuyến Seobu (서부선) - 15.77 km
- Tuyến Mokdong (목동선) -10.87 km
- Tuyến Nangok (난곡선) - 4.13 km
- Tuyến Wiryeshin (위례신사선) - 14.83 km
- Tuyến Wirye (위례선) - 5.0 km
- Tàu điện ngầm Seoul tuyến 9 giai đoạn IV- 3.80 km

## Liên kết
- Thông tin vận chuyển tàu điện ngầm ở Hàn Quốc (tiếng Nhật)